# Пац, Пётр
 Пётр Пац (ок. 1570 — 19 июля 1642) — государственный и военный деятель Великого княжества Литовского, хорунжий надворный литовский (1613—1635), подскарбий надворный литовский (1635—1640), воевода трокский (1640—1642), староста мстиславский, радомльский и довгялишковский.

## Биография
Представитель литовского магнатского рода Пацов герба «Гоздава». Сын каштеляна виленского Павла Паца (ок. 1530—1595) и Раины Волович. Брат — епископ жемайтский Николай Пац (1570—1624).
Владел имение Видзы в Ошмянском повете. Также ему принадлежали староства мстиславское, радомльское и довгялишковское.
Получил образование в Виленском университете и в Италии. В 1592 году Пётр Пац получил во владение мстиславское староство. В 1607 году был назначен королевским комиссаром для размежевания границ между Браславским поветом и Курляндией. Избирался послом на сеймы.
Участник войн Речи Посполитой со Швецией (1600—1629), Русским государством (1609—1618) и Османской империей (1620—1621).
В 1613 году Пётр Пац был назначен хорунжим надворным литовским, а в 1635 году получил должность подскарбия надворного литовского. В 1640 году Пётр Пац становится воеводой трокским.

## Семья и дети
Пётр Пац был дважды женат. Его первой женой стала Ядвига Завиша, от брака с которой имел сына и дочь:
- Ян Пац (? — 1650), каноник виленский, секретарь королевский и пробст слонимский, епископ инфлянтский (1647)
- София Пац, монахиня в Вильне

Вторично женился на Гальше (Эльжбете) Шемет (ум. 1652), дочери каштеляна смоленского Вацлава Мельхиора Шемета (? — 1599) и Эльжбеты Ходкевич. Дети:
- Кшиштоф Пац (? — 1633), дворянин королевский
- Вацлав Пац (умер в молодости), дворянин при дворе германского императора Фердинанда Габсбурга
- Феликс Ян Пац (ок. 1615 — ок. 1700), дворянин королевский (1639), чашник великий литовский (1643), стольник ВКЛ (1645), подкоморий великий литовский (1646—1698), староста браславский
- Иероним Доминик Пац (ок. 1620 — 1662)
- Бонифаций Теофил Пац (ок. 1622—1678), тиун трокский (ок. 1657), полковник королевский (1665), стражник великий литовский (1669), обозный великий литовский (1676)
- Михаил Казимир Пац (ок. 1624—1682), гетман польный литовский (1663), гетман великий литовский и каштелян виленский (1667), воевода виленский (1669)
- Казимир Пац (? — 1695), пробст слонимский (1643) и белостокский (1654), епископ смоленский (1662) и жемайтский (1666)
- Анна Пац, 1-й муж ловчий великий литовский Кароль Пётр Исайковский, 2-й муж маршалок надворный литовский Теодор Ляцкий.